# Ava Celik

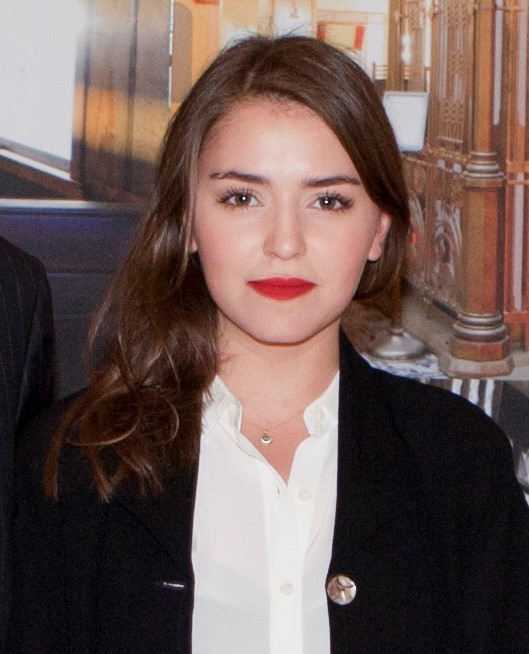
Ava Celik (2015)

Ava Celik (* 2. Juni 1990 in Berlin als Özge Çelik) ist eine deutsche Schauspielerin türkischer Herkunft.

## Leben
Ava Celik, die Tochter türkischstämmiger Eltern mit deutscher Staatsangehörigkeit, wuchs gemeinsam mit ihrer älteren Schwester in Berlin-Charlottenburg auf. Sie stammt aus einem liberalen, nicht-religiösen Elternhaus; ihre Eltern kamen „vor 40, 45 Jahren“ als Kinder nach Berlin. Sie besuchte ein Gymnasium in Berlin-Charlottenburg mit Leistungskurs Altgriechisch und machte Abitur. Als Jugendliche hatte sie ihre „wilde Phase“ und verkehrte ab dem Alter von 16 Jahren zeitweise fast zwei Jahre mit Punks.
Im Alter von 16 Jahren spielte sie das erste Mal Theater; sie spielte 2006 und 2007 am Tiyatrom in Berlin-Kreuzberg in zwei Stücken unter der Regie des Schauspielers, Regisseurs und Dramaturgen Yekta Arman. Ab 2007 war sie auch auf deutschen Bühnen (2008; als Mr. Paravicini in Die Mausefalle), in TV-Produktionen, u. a. als Schülerin in der Fernsehserie Die Stein (2008), und verschiedenen Kurzfilmen zu sehen.
Ab 2010 nahm sie professionellen Schauspielunterricht und besuchte Schauspielworkshops bei dem Schauspielcoach Frank Betzelt. 2011 zog sie für ein halbes Jahr nach Istanbul, wo sie ebenfalls Schauspielunterricht nahm. Nach ihrer Rückkehr studierte sie ab 2012 Philosophie und Filmwissenschaften mit Bachelor-Abschluss in Berlin.
In dem Kurzfilm Geschwisterliebe (2011) spielte sie die weibliche Hauptrolle, die junge Türkin Duygu, die im Konflikt zwischen den Traditionen ihres Heimatlands und der modernen Gesellschaft in Deutschland lebt. Für ihre Rolle erhielt sie 2013 in Lyon den französisch-türkischen Kulturpreis „Silver Horse Cinema & Music Award“ in der Kategorie „Beste Hauptdarstellerin“.
Es folgten Episodenrollen in den Serien Klinik am Alex (2012), Danni Lowinski (2013, als Kindergärtnerin Alina, eine junge Frau mit Lippenpiercing im Gothic-Look), Notruf Hafenkante (2013, als Mitschülerin) und SOKO Stuttgart (2014, als tatverdächtige junge Kickboxerin Evelin).
In der Fernsehkomödie Kückückskind (2014) spielte sie die „aufmüpfige und rebellische“ Tochter Ayse Güngor. In dem Fernsehfilm Die Freischwimmerin (2014) hatte sie eine Nebenrolle; sie spielte Onur Aysan, die Schwester einer begabten jungen Schwimmerin.
2015 und 2016 war Celik in insgesamt drei Filmen der ZDF-Fernsehreihe Frühling an der Seite von Simone Thomalla in drei Folgen in einer Nebenrolle zu sehen. Sie spielte Yasemin, die Nichte des Berliner Zahnarztes Cem, und Praktikantin in der Dorfhelferinnen-Station.
In dem Fernsehfilm Die Neue (2015) spielte sie, neben Iris Berben als weltoffene Gymnasiallehrerin, die muslimische Schülerin Sevda, die sich aus religiösen Gründen weigert, im Unterricht ihr Kopftuch abzunehmen. Für diese Rolle wurde sie 2016 vom Studio Hamburg für den Günter-Strack-Fernsehpreis in der Kategorie „Beste Nachwuchsdarstellerin“ nominiert.
Im März 2016 war Celik im Tatort: Zorn Gottes in einer größeren Nebenrolle zu sehen. Sie spielte die Krankenpflegerin Nihan, die Schwester des aus Syrien eingereisten Terroristen Enis Günday (Cem-Ali Gültekin). Auch im Kino-Tatort mit Til Schweiger, Tschiller: Off Duty (2016), wirkte sie in einer kleinen Rolle als Ärztin mit. In der 4. Staffel der Krimiserie Morden im Norden war sie im Februar 2017 in einer Episodenhauptrolle als Fatima Ayan zu sehen; sie spielte eine junge Frau aus Syrien, die gemeinsam mit ihrem tatverdächtigen Bruder in einem Flüchtlingsheim lebt.
Celik ist auch als Fotografin tätig. Ihr Schwerpunkt sind Porträts. Ihre Fotografien werden als „indirekt, aber klar“ beschrieben. Sie möchte in ihren Bildern einzelne Momente aufnehmen, die nicht an die Zeit gebunden sind. Sie legte auch eine Fotostrecke mit Porträtfotos ihrer Kollegin Nilam Farooq vor.
Im November 2014 wurde bei Celik eine Zöliakie-Erkrankung festgestellt und sie musste ihre Ernährung umstellen. In der Folgezeit entwickelte sie eigene Backrezepte für glutenfreies Sauerteigbrot. Für ihre Brotrezepte erhielt sie Anfragen aus Israel, Japan, den Vereinigten Staaten, Großbritannien und der Türkei. Im Juli 2018 gründete sie eine Brotmanufaktur in Berlin, wo sie als Geschäftsführerin tätig ist. Ihre Karriere als Schauspielerin hat Celik mittlerweile beendet.
Celik lebt gemeinsam mit ihren Eltern in Berlin-Charlottenburg.

## Filmografie (Auswahl)
- 2006: Show Time (Kurzfilm)
- 2008: Die Stein (Fernsehserie; Seriennebenrolle)
- 2009: SOKO Leipzig (Fernsehserie; Folge: Im Fokus)
- 2011: Geschwisterliebe (Kurzfilm)
- 2012: Klinik am Alex (Fernsehserie; Folge: Unter Druck)
- 2013: Danni Lowinski (Fernsehserie; Folge: Halloween und Halleluja)
- 2013: Notruf Hafenkante (Fernsehserie; Folge: In der Falle)
- 2014: Kückückskind (Fernsehfilm)
- 2014: SOKO Stuttgart (Fernsehserie; Folge: Harte Mädchen)
- 2014: Die Freischwimmerin (Fernsehfilm)
- 2015: Frühling zu zweit (Fernsehreihe)
- 2015: In aller Freundschaft – Die jungen Ärzte (Fernsehserie; Folge: Entscheidungen)
- 2015: Die Neue (Fernsehfilm)
- 2015: Großstadtrevier (Fernsehserie; Folge: Der Anschlag)
- 2016: Zeit für Frühling (Fernsehreihe)
- 2016: Hundertmal Frühling (Fernsehreihe)
- 2016: Tschiller: Off Duty (Kinofilm)
- 2016: Tatort: Zorn Gottes (Fernsehreihe)
- 2016: Mordkommission Istanbul: Im Zeichen des Taurus (Fernsehreihe)
- 2017: Morden im Norden (Fernsehserie; Folge: Hass)

## Auszeichnungen
- 2016: Nominiert als „Beste Nachwuchsdarstellerin“ für den Günter-Strack-Fernsehpreis des Studio Hamburg Nachwuchspreises